# Ella Dunbar Temple
Ella Dunbar Temple Aguilar, condesa consorte de Primeglio (n. Lima; 10 de junio de 1918 - f. 20 de febrero de 1998), historiadora y jurista peruana. Fue la primera mujer que ocupó una cátedra universitaria en el Perúy en ser la primera mujer en el cargo de Vocal Superior Suplente de la Junta Directiva del Colegio de Abogados de Lima

## Biografía
Sus padres fueron Ricardo Temple Seminario, hijo del escocés Robert Sinclair Temple Dunbar, y Herlinda Aguilar Dávila. A pesar de estar registrada como nacida en Lima, siempre se atribuyó su lugar de nacimiento a Piura, ciudad en la que se estableció su familia paterna en el siglo XIX.
Realizó sus estudios elementales en Barranco y los secundarios en diversos colegios privados, entre ellos el dirigido por Edelmira del Pando, educadora que influyó en su pensamiento religioso. Sus estudios superiores los cursó en la Pontificia Universidad Católica del Perú, de la que se graduó de bachiller en Humanidades y Derecho con la tesis La institución del jurado (1938). Posteriormente, en la Universidad de San Marcos, obtuvo el título de abogada (1941) y el grado de doctora en historia y literatura (1945) con la tesis La descendencia de Huayna Cápac.
Participó en la primera catalogación emprendida en la Biblioteca Nacional del Perú entre los años 1941-1943. Sentó las bases para el Departamento de Consulta (1943) de la misma institución.
Estuvo casada con el conde Carlo Radicati di Primeglio, historiador y catedrático italiano radicado en el Perú.
Participó en la primera catalogación realizada en la Biblioteca Nacional del Perú entre 1941 y 1943. En 1945, comenzó a ejercer como docente en la Facultad de Letras de la Universidad Mayor de San Marcos, donde se inauguraron las cátedras de "Historia de las Instituciones Peruanas" e "Historia de la Geografía". El mismo año promovió la fundación de la Sociedad Peruana de Historia.
Sus aportes bibliográficos son fundamentales para una comprensión cabal de la participación del pueblo peruano en el proceso de la emancipación.
Participó en la Comisión del Sesquicentenario de la Independencia Peruana, que le permitió realizar relevantes contribuciones documentales sobre este proceso histórico. El resultado fue la Colección  Documental de la Independencia del Perú con un total de 86 tomos, su trabajo reuniendo y organizando documentos se tradujo en 17 tomos de esta colección.
Otro hecho que enaltece la memoria de la profesora emérita de San Marcos es la creación de la Fundación Biblioteca Museo Temple Radicati, que guarda entre sus tesoros una colección de 25 quipus inéditos que pertenecieron a su esposo, con quien compartió su pasión por la investigación.

## Hitos en su carrera
Fue pionera femenina en diferentes disciplinas en las que se desarrolló, marcando fundamentales  hitos en el desarrollo de su carrera: 
- Fue la primera mujer que ocupó una cátedra universitaria en el Perú.
- Primera historiadora profesional y numeraria en la Academia Nacional de Historia.
- Primera latinoamericana en la Real Academia de Historia de Madrid.
- Fundadora  y  primera presidente de la Sociedad Peruana de Historia.[5]
- Primera mujer en integrarse a la Federación Internacional de Sociedades Bolivarianas.[6]
- Primera mujer en la Junta Directiva del Colegio de Abogados de Lima.[7]
- Primera Vocal Superior Suplente de la Corte de Lima, esto cuando la mujer aún no era ciudadana en ejercicio.

Estos logros permitieron abrir al camino a que las mujeres ocupen diferentes cargos, que antes les eran negados.
Falleció en 1998 y fue enterrada en el Cuartel de San Ezequiel, en el Cementerio Presbítero Maestro.

## Premios y reconocimientos
- En 1946 recibió el Segundo Premio Nacional de Historia "Inca Garcilazo de la Vega".[4]
- En 2022 recibió un reconocimiento póstumo por parte del Ministerio de la Mujer y Poblaciones Vulnerables (MIMP) del Estado Peruano, el cual, mediante un decreto en ocasión del 8 de marzo,[8] otorgó la condecoración “Orden al Mérito de la Mujer” a Ella Dunbar Temple y otras 24 mujeres peruanas, siendo destacadas por su tarea en la defensa de los derechos y por promover la igualdad de género. En particular, Ella Dunbar Temple fue reconocida por "su aporte al desarrollo de la historia en el país y como primera catedrática universitaria peruana, eliminando barreras para la igualdad de género".[9]
- En 2020, fue incluida dentro del proyecto “Mujeres Investigadoras en los Archivos Estatales (1900-1970)” para la descripción archivística y creación de un micrositio específico en el Portal de Archivos Españoles (PARES), desarrollado entre 2020-2023. Este proyecto ha sido impulsado por la Subdirección General de Archivos Estatales, con el objetivo visibilizar la labor de investigación realizada en España por las mujeres en el intervalo 1900-1970 partiendo de los registros documentales que se conservan en los Archivos de Gestión de los AAEE del Ministerio de Cultura (el Archivo Histórico Nacional, el Archivo de la Corona de Aragón, el Archivo General de Simancas, el Archivo General de Indias, el Archivo de la Real Chancillería de Valladolid, el Archivo General de la Administración y el Centro de Información Documental de Archivos).[10]

## Obras escritas
- El Investigador, periódico de 1813 a 1814. Capítulo del estudio "El periodismo en la época de la emancipación peruana". Lima : Instituto Sanmartiniano del Perú, 1936.
- La institución del jurado. [Lima] : El autor, 1938. TESIS
- Curso de la Literatura Femenina a través del período colonial en el Perú (1939) en Revista Tres.[11]
- Escritoras iluminadas del Perú colonial. [Lima] : Edit. Biblión, [1942].
- Los caciques Apoalaya. Lima : Imp. del Museo Nacional, 1943.
- Historia del Perú. [Lima] : Facultad de Letras de la U.N.M.S.M., [1950?].
- Curso [de] historia del Perú. [Lima : Universidad Nacional Mayor de San Marcos, Facultad de Letras y Ciencias Humanas, 1962].
- La cartografía peruana actual, con particular referencia a los últimos planes de desarrollo nacional. [Callao : Departamento de Geografía, Facultad de Letras, UNMSM, 1964].
- La Gaceta de Lima del siglo XVIII. Lima : UNMSM, 1965.
- La independencia de Piura. Piura : Universidad de Piura, 1971.
- La acción patriótica del pueblo en la emancipación. Guerrillas y montoneras. Lima : Comisión Nacional del Sesquicentenario de la Independencia del Perú, 1971-1975.
- La causa de purificación de don Francisco Grados. Lima : Edit. Jurídica, 1972.
- Apostillas a dos textos bolivarianos. Lima : [Edit. Científica], 1978.
- Aspectos jurídico-institucionales del régimen de la tierra en los primeros cabildos de ciudades peruanas. Buenos Aires : Academia Nacional de Historia, 1982.
- La descendencia de Huayna Cápac. (Lima : Fondo Editorial de la Universidad Nacional Mayor de San Marcos, 2009).